# دارلينج خيمينيز
دارلينج خيمينيز (بالإنجليزية: Darling Jimenez)‏ مواليد 4 مارس 1980 في يونكيرس، نيويورك، الولايات المتحدة، هو ملاكم محترف أمريكي من أصل دومينيكي يصنف ضمن فئة الوزن الخفيف.

## إحصائيات
خاض خلال مسيرته 28 نزالا، فاز في 23 وتعادل في 2 وخسر في 3. فاز بالضربة القاضية في 14 نزالا.

## روابط خارجية
- دارلينج خيمينيز على موقع بوكس ريك (الإنجليزية) (registration required)